# Tabaré Silva
Tabaré Abayubá Silva Aguilar (Mercedes, 30 agosto 1974) è un allenatore di calcio ed ex calciatore uruguaiano, di ruolo difensore, tecnico del Cerro.
Da calciatore ha vinto la Copa América 1995 con la nazionale di calcio uruguaiana.

## Carriera

### Giocatore

#### Club
Debuttò nel 1993 con il Defensor Sporting Club. Nel 1998 si trasferì in Spagna, dove giocò per Siviglia, Levante e Elche.
Nel 2003 tornò in Uruguay, dove giocò per Central Español, Sud América, River Plate de Montevideo, Rampla Juniors e Villa Española.

#### Nazionale
Ha giocato 19 volte con la nazionale di calcio dell'Uruguay, tra il 1994 e il 2000, vincendo la Copa América 1995.

### Allenatore
Dal 2009 ha intrapreso la carriera di allenatore, guidando diverse squadre sudamericane: Sud América, El Tanque Sisley, Defensor Sporting, Oriente Petrolero, Deportivo Quito, Real Garcilaso ed Aucas.

## Palmarès

### Nazionale
- Coppa America: 1

Uruguay 1995